# نانسي 8
نانسي 8 هو الألبوم العاشر للمطربة اللبنانية نانسي عجرم، صدر في تاريخ 21 مارس 2014. حقق الالبوم نجاحًا وشهرة كبيرة حيث دخل في الأسبوع الأول من طرحه المرتبة العاشرة في قائمة (Billboard) العالمية لأكثر الألبومات مبيعًا حول العالم، وتلقت عجرم عنه جائزة ورلد ميوزك اوورد للمرة الثالثة خلال مسيرتها لتحقيقها أعلى نسبة مبيعات في الشرق الأوسط لعام 2014.

## عن الألبوم
يحتوي الألبوم على 15 أغنية منوعة ما بين اللبنانية، المصرية والخليجية، وقد صورت عجرم منه خمسة فيديو كليبات ابرزها «ما تيجي هنا» الذي اثار الجدل وحقق نجاحًا جماهيريًا منقطع النظير حيث حطم الرقم القياسي على موقع يوتيوب باعتباره أسرع فيديو عربي وصولًا للمليون مشاهدة في اقل من 24 ساعة انذاك.

## الأغاني
| #   | عنوان                                            | تأليف | تلحين | المدة |
| --- | ------------------------------------------------ | ----- | ----- | ----- |
| 1.  | "'اتنين صحاب على يوتيوب" (باللهجة المصرية)       |       |       | 4:13  |
| 2.  | "بالراحة على يوتيوب" (باللهجة الخليجية)          |       |       | 3:56  |
| 3.  | "'بقى كل ده على يوتيوب" (باللهجة المصرية)        |       |       | 3:55  |
| 4.  | "'تسابق الريح على يوتيوب" (باللهجة الخليجية)     |       |       | 3:23  |
| 5.  | "راهنت عليك على يوتيوب" (باللهجة المصرية)        |       |       | 4:09  |
| 6.  | "شو هالقصة على يوتيوب" (باللهجة اللبنانية)       |       |       | 4:22  |
| 7.  | "'فاكرة زمان على يوتيوب" (باللهجة المصرية)       |       |       | 4:09  |
| 8.  | "'ما اوعدك على يوتيوب" (باللهجة الخليجية)        |       |       | 4:48  |
| 9.  | "ما تیجی هنا على يوتيوب" (باللهجة المصرية)       |       |       | 4:13  |
| 10. | "مش فارقة كتير على يوتيوب" (باللهجة المصرية)     |       |       | 5:02  |
| 11. | "من اليوم على يوتيوب" (باللهجة اللبنانية)        |       |       | 3:42  |
| 12. | "نام بقلبي على يوتيوب" (باللهجة اللبنانية)       |       |       | 4:01  |
| 13. | "وبكون جايي ودعك على يوتيوب" (باللهجة اللبنانية) |       |       | 3:37  |
| 14. | "يا خاين على يوتيوب" (باللهجة اللبنانية)         |       |       | 3:36  |
| 15. | "يلا على يوتيوب" (باللهجة المصرية)               |       |       | 3:55  |

## وصلات خارجية
- الموقع الرسمي لنانسي عجرم